# Cynoscion acoupa
De Acoupa ombervis (Cynoscion acoupa), in Suriname bekend als bangbang is een straalvinnige vis uit de familie van ombervissen (Sciaenidae), orde baarsachtigen (Perciformes), die voorkomt in het westen en het zuidwesten van de Atlantische Oceaan.

## Beschrijving
Deze ombervis kan een lengte bereiken van 110 centimeter. De vis heeft één rugvin en één aarsvin. Er zijn 11 stekels en 17 tot 22 vinstralen in de rugvin en 2 stekels en 7 vinstralen in de aarsvin.

## Leefwijze
De Acoupa ombervis komt voor in zoete, brakke en zoute subtropische wateren op een diepte van maximaal 20 meter.
Het dieet van de vis bestaat hoofdzakelijk uit macrofauna en vis.

## Relatie tot de mens
De Acoupa ombervis is voor de visserij van aanzienlijk commercieel belang. Bovendien wordt er op de vis gejaagd in de hengelsport.
De soort staat niet op de Rode Lijst van de IUCN.